# In de tuindeur. De vrouw van de kunstenaar
In de tuindeur. De vrouw van de kunstenaar (Deens: I havedøren. Kunstnerens hustru) is een schilderij van de Deense kunstenaar Laurits Andersen Ring uit 1897. Dit portret van zijn echtgenote Sigrid Kähler, met wie hij een jaar eerder was getrouwd, maakt sinds 1924 deel uit van de collectie van het Statens Museum for Kunst in Kopenhagen. Het museum ziet het schilderij als een van de topstukken in de verzameling.

## Voorstelling
L.A. Ring was 42 jaar oud toen hij het portret schilderde, terwijl zijn vrouw 22 was. Tegen deze achtergrond hebben kunsthistorici het schilderij geïnterpreteerd als een liefdesverklaring aan zijn vrouw die zwanger lijkt te zijn, waarbij de lentebloemen de vervulling van de liefde symboliseren. De bloeiende struik aan de bovenkant is bijvoorbeeld een mirte, een symbool van Aphrodite in de Griekse mythologie en traditioneel gebruikt in versieringen op bruiloften bij de Denen. 
In het schilderij vestigt Ring ook de aandacht op de kwetsbaarheid van het leven door de buik van Sigrid te contrasteren met de kale, kromme stammen en takken in de vegetatie. In veel werken van de kunstenaar zijn elementen te vinden die de idylle en harmonie verstoren. Deze dualiteit is een typisch kenmerk van de schilderijen van Ring, een pionier van het Deense symbolisme, die voor zijn huwelijk periodes had waarin hij depressief was. Wellicht probeerde de schilder na het vinden van zoveel levensgeluk de dood in zijn werken  te bezweren. 
De tegenstelling in het schilderij tussen koude en warme kleuren draagt bij aan de ruimtewerking. Links op de voorgrond zijn warme oranje en gele kleuren in het gordijn en de jurk te zien, terwijl de koelere groene en blauwe kleuren naar de achtergrond van het beeld worden teruggedrongen.
In de decennia rond 1900 maakten veel Deense kunstenaars monumentale portretten van hun echtgenotes of andere vrouwen. Er was in die tijd een duidelijke verandering waarneembaar in de perceptie van vrouwen. Ze werden niet langer als een geïdealiseerde moederfiguur weergegeven, maar kregen een duidelijke persoonlijkheid en zelfstandigheid. Dit sluit aan bij de grote veranderingen die zich in deze periode in de Deense maatschappij voltrokken, toen er een trek van het platteland naar de stad plaatsvond.